# Franciszek Surmiński
Franciszek Surmiński, né à Dmuchawice (voïvodie de Tarnopol alors en Pologne, aujourd'hui en Ukraine) le 5 décembre 1934 et mort le 2 octobre 2021 à Prudnik,, est un coureur cycliste polonais actif à l'international de 1961 à 1970.
Il a participé à des compétitions sur route et en cyclo-cross.
Il a vécu à Rudziczka près de Prudnik. Le 28 février 2020, il a reçu le titre de citoyen d'honneur de Prudnik.

## Palmarès sur route
- 1960
  - 5e étape du Tour de Pologne
- 1961
  - 3ea étape du Tour de Pologne
- 1963
  - Małopolski Wyścig Górski
- 1964
  - 8e et 10e étapes du Tour de Pologne
  - 6e et 13e étapes du Tour du Maroc
- 1970
  - 7e étape du Tour de Pologne

## Palmarès en cyclo-cross
- 1969
  -  Champion de Pologne de cyclo-cross